# Línea L24 (Montevideo)
La línea L24 es una línea local de Montevideo, une los barrios Belvedere y  Nuevo París en modalidad de circuito.

## Historia
Esta línea fue creada el 9 de octubre de 2006 para COMESA. Originalmente era un circuito y looping con la extinta L25 (UCOT) que hacía el mismo recorrido pero en sentido inverso. El recorrido pasaba por zonas como: Peñarol, Ferrocarril, Colón, Conciliación, La Tablada, Sayago y Paso de las Duranas.
El 11 de julio de 2007, el recorrido fue cambiado totalmente comenzando a partir desde donde la conocemos hoy en día, en Belvedere. Aunque aún no cubriera la zona de Nuevo París, una década más tarde lo haría. Cabe destacar que desde esta modificación, se eliminó su línea hermana L25.
El 6 de marzo de 2017, se produjo su penúltima modificación, que consistió en extender el circuito hasta la zona de Nuevo París. En esa modificación la IM le adjudicó otro permiso a la empresa para agregar más frecuencias en la línea.
Su última modificación se produjo el 1 de agosto de 2018 por pedido de docentes y estudiantes del liceo 51, comenzó a pasar por Gral. Hornos (calle de ingreso al liceo).

## Recorrido
Belvedere > Nuevo París > Belvedere (Circuito).
- Dr. Pedro Visca
- Av. Carlos María Ramírez
- Av. Agraciada
- Cno. Castro
- Molinos de Raffo
- Cno. Ariel
- Martín Ximeno
- Piribebuy
- Av. Gral. Eugenio Garzón
- María Orticochea
- Alberto Gómez Ruano
- Islas Canarias
- Yugoeslavia
- Gral. Hornos
- Faramiñan
- Islas Canarias
- José Vera de Perdomo
- Juan Bautista Saa
- Av. Millán
- Gabito
- Piribebuy
- Martín Ximeno
- Cno. Ariel
- Molinos de Raffo
- Cno. Castro
- Av. Agraciada
- San Quintín
- Juan B.Pandiani
- Av. Carlos María Ramírez
- Carlos De la Vega
- Madre Francisca Rubatto
- Pedro Visca
- Terminal Belvedere

## Horarios
| Línea L24                                     | Días hábiles | Sábados     |
| --------------------------------------------- | ------------ | ----------- |
| Primera/última salida desde Belvedere         | 06:00 20:18  | 06:36 13:42 |
| Primera/última salida desde Fac. de Agronomía | 06:16 20:38  | 06:52 14:02 |

Actualizado a los horarios Invierno 2021